# Discotronic
Discotronic — австрийский Hands up-проект, основанный в 2006 году Стефаном Дойчем и Томасом Грейслем.

## История
Проект был основан в 2006 году двумя венскими продюсерами, Стефаном Дойчем и Томасом Грейслем. Их первый сингл «Tricky Disco» стал европейским клубным хитом. В Германии сингл вошел в топ-5 танцевальных чартов. В немецком годовом танцевальном чарте 2006 года он занял 118 позицию. Следующий их сингл «World of Discotronic» был выпущен в 2007 году, и занял 155 позицию в годовом танцевальном чарте 2007 года. Затем в 2008 году последовали два сингла «Shooting star», занявший 96 позицию в годовом танцевальном чарте 2008 года, и «The Masterplan», занявший 39 позицию в годовом немецком танцевальном чарте и 1 позицию в месячном чарте Dance-Charts. В 2009 году вышел сингл «I Surrender», а за ним последовали «To The Moon and Back» (с Tevin), «The Music’s Got Me» (с Brooklyn Bounce) и «True Faith». В 2021 году, после долгого перерыва, группа выпустила сингл «Tricky Bounce» совместно с Brooklyn Bounce и Moodygee. В 2024 году песня «Tricky Disco» завирусилась в социальной сети TikTok.

## Дискография

### Синглы
- 2006: Tricky Disco
- 2007: World of Discotronic
- 2008: Shooting Star
- 2008: The Masterplan
- 2009: I Surrender
- 2010: To The Moon and Back (meets Tevin)
- 2011: The Music’s Got Me (feat. Brooklyn Bounce)
- 2012: True Faith
- 2021: Tricky Bounce (feat. Brooklyn Bounce & Moodygee)